# Кук-Тау
Кук-Тау — деревня в Сармановском районе Татарстана. Входит в состав Петровско-Заводского сельского поселения.

## География
Находится в восточной части Татарстана, в 9 км к северо-западу от районного центра — села Сарманово, у речки Иганя.

## История
Основана в 1910-х годах выходцами из села Юлтимерово. 
До 1920 года входила в Языковскую волость Мензелинского уезда Уфимской губернии. С 1920 года в составе Мензелинского, с 1922 — Челнинского кантонов ТАССР. С 10 августа 1930 года в Сармановском районе.
В 1930 году в деревне был организован колхоз, в 1966 году деревня выделилась в составе совхоза «Петровский». С 1989 года агрофирма «Петровская», с 1993 года Агрокомплекс «Петровский».

## Население
| 1920 | 1926 | 1938 | 1949 | 1958 | 1970 | 1979 | 1989 | 2002 | 2010 | 2021 |
| ---- | ---- | ---- | ---- | ---- | ---- | ---- | ---- | ---- | ---- | ---- |
| 117  | 148  | 207  | 159  | 138  | 89   | 68   | 39   | 101  | 80   | 79   |

Национальный состав села — татары (87,3%).

## Экономика
Жители занимаются растениеводством.